# ホワイト・サンズ
『ホワイト・サンズ』（White Sands）は、1992年に製作されたアメリカの映画。字幕は古田由紀子。全米週末興行収入成績初登場第4位（1992年4月24日-4月26日）。

## キャスト
- レイ：ウィレム・デフォー
- レノックス：ミッキー・ローク
- グレッグ：サミュエル・L・ジャクソン
- モリー：ミミ・ロジャース （カメオ出演）

## あらすじ
田舎町の保安官レイは、50万ドルを手にした男の死体を発見する。調査後、被害者がFBIの囮捜査官と知ったレイは、身代わりになって囮捜査を開始し武器商人レノックスと出逢う。次第に、捜査の域を越えた武器取引の世界へと引き込まれていく。